# میتیارو
میتیارو (به لاتین: Mitiaro) یک جزیره در جزایر کوک است.

## خصوصیات
میتیارو ۲۲٫۲۵ کیلومترمربع مساحت و ۲۱۹ نفر جمعیت دارد و ۱۰٫۹ متر بالاتر از سطح دریا واقع شده‌است.